# Lulu Popplewell
Laura Francesca "Lulu" Popplewell (nascida em Londres, Inglaterra, 15 de janeiro de 1991) é atriz e dublê inglesa, irmã mais nova da atriz Anna Popplewell.
É conhecida por seu papel como Daisy no filme Simplesmente Amor, mas também atuou como dublê de sua própria irmã nos filmes da série As Crônicas de Nárnia, além de atuar como dublê de AnnaSophia Robb em A Ponte para Terabítia e de Emma Watson na série de filmes Harry Potter.